# Boom Town (1940)
Boom Town (bra: Fruto Proibido) é um filme estadunidense de 1940, dos gêneros faroeste, aventura e drama, dirigido por Jack Conway, e estrelado por Clark Gable, Spencer Tracy, Claudette Colbert e Hedy Lamarr. O roteiro de John Lee Mahin foi baseado no conto "A Lady Comes to Burkburnett", de James Edward Grant, publicado na revista Cosmopolitan em 1939.
A trama retrata a história de dois amigos que encontram reviravoltas em suas vidas após decidirem roubar equipamentos para extração de petróleo.
Este foi o terceiro e último filme que Gable e Tracy co-estrelaram juntos, depois de "San Francisco" (1936) e "Test Pilot" (1938).

## Sinopse
"Big John" McMasters (Clark Gable) e "Square John" Sand (Spencer Tracy) são dois exploradores de petróleo com pouca sorte que decidem unir forças. Sem dinheiro suficiente, eles roubam equipamentos de extração de petróleo do cético Luther Aldrich (Frank Morgan) e acabam encontrando sucesso, enriquecendo no processo. Ambos se interessam por Betsy Bartlett (Claudette Colbert), mas é "Big John" quem conquista seu coração. Com o tempo, o dinheiro muda "Big John" e ele passa a negligenciar Betsy em favor de Karen Vanmeer (Hedy Lamarr), companheira do empresário Harry Compton (Lionel Atwill). Enquanto isso, "Square John", que ainda ama Betsy e só quer o melhor para ela, tenta afastar Karen. Quando seus esforços falham, ele decide tomar medidas para arruinar seu antigo parceiro.

## Elenco
- Clark Gable como "Big John" McMasters
- Spencer Tracy como "Square John" Sand
- Claudette Colbert como Betsy Bartlett McMasters
- Hedy Lamarr como Karen Vanmeer
- Frank Morgan como Luther Aldrich
- Lionel Atwill como Harry Compton
- Chill Wills como Deputado Harmony Jones
- Marion Martin como Whitey
- Minna Gombell como Evie
- Joe Yule como Ed Murphy
- Horace Murphy como Tom Murphy
- Roy Gordon como "Mac" McCreery
- Richard Lane como Promotor de Justiça
- Casey Johnson como Jack McMasters (criança)
  - Baby Quintanilla como Jack McMasters (bebê)
- George Lessey como Juiz
- Sara Haden como Srta. Barnes
- Frank Orth como Barber
- Frank McGlynn, Sr. como Deacon
- Curt Bois como Ferdie
- Howard Hickman como Associado de McCreery (não-creditado)

Notas do elenco:
- O pai de Gable, William Gable, era perfurador de poços de petróleo e, na adolescência, Gable mesmo trabalhou para o pai em Oklahoma, então ele estava familiarizado com o assunto do filme.[6]

## Produção

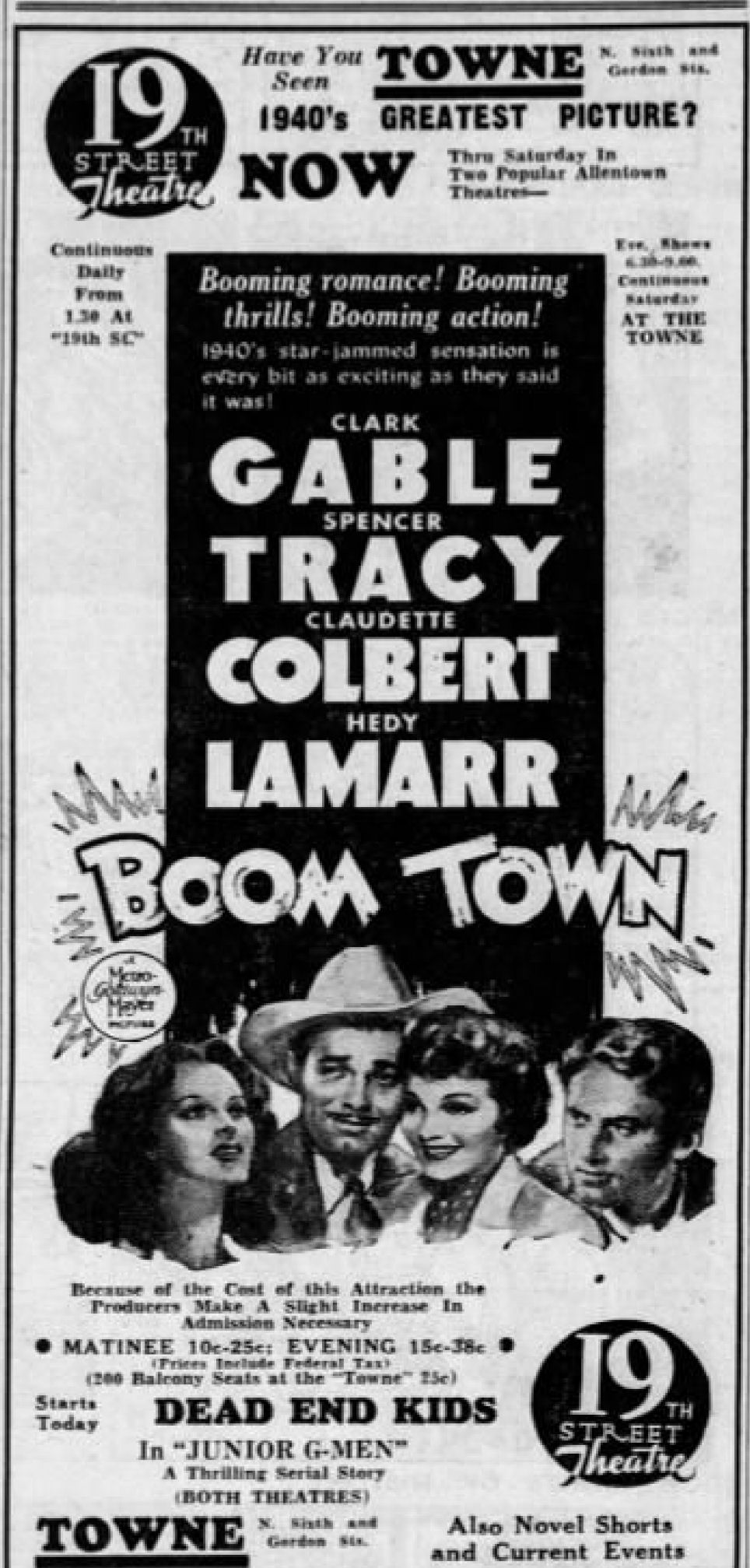
Anúncio de jornal divulgando o filme.

A Metro-Goldwyn-Mayer estava procurando por um projeto ambientado nos campos de petróleo como um veículo para Clark Gable há algum tempo. Eles optaram pela adaptação do conto "The Lady Comes to Burkburnett" em novembro de 1938.
A atriz originalmente considerada para o papel principal feminino era Myrna Loy, para quem o papel foi especialmente escrito.
 Em vez disso, a produção se tornou a segunda e última vez que Colbert e Gable uniram-se desde que estrelaram "It Happened One Night" juntos, embora eles não conseguiram repetir satisfatoriamente seu entrosamento anterior durante as gravações desse filme.
Nos triângulos amorosos criados pelos roteiristas, Tracy sempre era passado para trás, o que fez com que ele se ressentisse. Eventualmente, ele insistiu na mesma cláusula de destaque em seu contrato com a MGM que Gable desfrutava, efetivamente encerrando a parceria, embora os dois atores se gostassem pessoalmente e apreciassem trabalhar juntos. Além de não estar tão contente com seu personagem, Tracy também não gostou de ser creditado como o segundo protagonista e, durante as filmagens, tornou-se desagradável de trabalhar. Ele não se dava bem nem com Colbert nem com Lamarr, as duas atrizes principais.
O filme foi o primeiro que Gable fez sob um novo contrato de sete anos com a MGM.
Algumas cenas do filme foram filmadas em South Belridge, na Califórnia.

## Recepção
Bosley Crowther, em sua crítica para o The New York Times, elogiou as cenas envolvendo os poços de petróleo como emocionantes, mas achou que a parte humana da história "se esvai em disputas repetitivas ao longo de falas monótonas". A crítica da revista Variety foi positiva, dizendo: "Ao contrário de muitas produções de grande orçamento com elencos estelares que tendem a se concentrar em figurino ou sofisticação para um apelo limitado, esta se destaca com uma trama ousada e agitada de aventura moderna que possui todos os elementos para o maior apelo ao público ... a história é repetitiva em seus cortes para novos campos de petróleo, mas esse fato será considerado pouco importante pelo público". O jornal Harrison's Reports previu com precisão que o poder das estrelas do filme o tornaria um grande sucesso, mas afirmou que a história era "apenas razoavelmente boa" e o enredo "um pouco fraco".
O Film Daily chamou o roteiro de "excelente" e escreveu que Conway "fez um trabalho excepcional na direção, misturando a ação, o interesse amoroso e a comédia de forma que o interesse é mantido até o final". John Mosher escreveu uma crítica mista para o The New Yorker, afirmando que "quando a trama deixa o Oeste e vem para o Leste, ela se torna um pouco fraca. Os bares ocidentais, estas cidades em expansão e a sua arquitetura e costumes peculiares, e o espectáculo dos próprios grandes jorros de petróleo constituem um fundo substancial de interesse, devo dizer, que um enredo comum apenas enquadra".
O filme ficou em sétimo lugar na lista dos 10 Melhores Filmes de 1940, pesquisa nacional de fim de ano do Film Daily que contou com 546 críticos.
Segundo o crítico e historiador de cinema Ken Wlaschin, este é um dos dez melhores filmes de Hedy Lamarr.

### Bilheteria
"Boom Town" foi um grande sucesso após seu lançamento, tornando-se o filme de maior bilheteria de 1940. De acordo com os registros da Metro-Goldwyn-Mayer, o filme arrecadou US$ 3.664.000 nacionalmente e US$ 1.365.000 no exterior, totalizando U$ 5.029.000 mundialmente. O retorno lucrativo da produção foi de US$ 1.892.000.

## Prêmios e indicações
| Ano  | Cerimônia | Categoria                           | Indicado                              | Resultado | Ref.          |
| ---- | --------- | ----------------------------------- | ------------------------------------- | --------- | ------------- |
| 1941 | Oscar     | Melhor fotografia em preto e branco | Harold Rosson                         | Indicado  | [ 21 ] [ 22 ] |
| 1941 | Oscar     | Melhores efeitos especiais          | A. Arnold Gillespie & Douglas Shearer | Indicado  | [ 21 ] [ 22 ] |